# Alue Pangkat
Alue Pangkat is een bestuurslaag in het regentschap Aceh Utara van de provincie Atjeh, Indonesië. Alue Pangkat telt 222 inwoners (volkstelling 2010).